# Holme Kirke
Holme Kirke i det sydlige Aarhus blev bygget i 1882 under ledelse af bygningsinspektør V.Th. Walther og ombygget i 1968-69, og atter i 2012 gennemgik kirken endnu en renovering, kirken blev kalket indvendig, loftet malet og stolene repareret, malet og ombetrukket og udvendigt kom der nyt tag på sideskibene.

## Eksterne kilder og henvisninger
- Holme Kirke hos KortTilKirken.dk
- Holme Kirke i bogværket Danmarks Kirker (udg. af Nationalmuseet)

- Wikimedia Commons har flere filer relateret til Holme Kirke